# De duivel kent geen genade
De duivel kent geen genade (Italiaans: Dio perdona... Io no!; Engels: God Forgives... I Don't) is een Italiaanse spaghettiwestern uit 1967. De film staat er vooral bekend omdat het de eerste samenwerking was tussen Bud Spencer en Terence Hill. Later zouden twee vervolgen van deze film uitkomen: I quattro dell'Ave Maria (Ace High) uit 1968 en La collina degli stivali (Boot Hill) uit 1969. Piettro Martellanza zou eerst de rol van Cat Stevens op zich nemen, maar brak zijn voet en werd vervangen door Terence Hill. Voor het duo Bud Spencer en Terence Hill was dit een geluk bij een ongeluk omdat ze na deze eerste samenwerking als Bud Spencer en Terence Hill nog veel films samen hebben gemaakt.

## Verhaal
Een trein rijdt een station binnen en weet niet tijdig te remmen. Iedereen in de trein blijkt vermoord te zijn. Het goud dat aan boord van de trein was is verdwenen. Hutch Bessy (Spencer) wordt ingehuurd door de verzekeringsmaatschappij om het goud op te sporen. Terence Hill speelt een zonderlinge cowboy vernoemd naar zanger Cat Stevens die van zijn goede vriend Hutch (Spencer) te horen krijgt dat de trein beroofd is door zijn aartsrivaal Bill San Antonio (Frank Wolff). Het rare is alleen dat Cat een paar jaar geleden Bill vermoord heeft...

## Rolverdeling
| Acteur             | Personage           |
| ------------------ | ------------------- |
| Terence Hill       | Cat Stevens         |
| Frank Wolff        | Bill San Antonio    |
| Bud Spencer        | Hutch Bessy         |
| Gina Rovere        | Rose                |
| José Manuel Martín | Bud                 |
| Luis Barboo        | Bebaarde handlanger |
| Joaquín Blanco     |                     |